# Кім Сон Ґан
Кім Сон Ґан (кор. 김성간, нар. 17 листопада 1912, Пхеньян — пом. 29 травня 1984) — південнокорейський футболіст, що грав на позиції нападника.

## Клубна кар'єра
Грав за команду Keijo SC.

## Виступи за збірну
Дебютував 1940 року в офіційних матчах у складі національної збірної Японії. У формі головної команди країни зіграв 1 матч.

## Статистика
Статистика виступів у національній збірній.
| Збірна Японії | Збірна Японії | Збірна Японії |
| Роки          | Ігри          | голи          |
| ------------- | ------------- | ------------- |
| 1940          | 1             | 0             |
| Усього        | 1             | 0             |

## Титули і досягнення
- Володар Кубка Азії: 1956